# 魯布佐夫斯克
魯布佐夫斯克（俄语：Рубцо́вск）是俄罗斯阿尔泰边疆区的一個城市，位於阿列伊河畔與土西鐵路交界點，離哈薩克斯坦不遠。2021年人口126,834人。